# Cymru Alliance 2004–05
Cymru Alliance 2004–05 là mùa giải thứ mười lăm của Cymru Alliance kể từ khi thành lập năm 1990. Đội vô địch là Buckley Town.

## Bảng xếp hạng
| XH | Đội               | Tr | T  | H  | T  | BT | BB  | HS   | Đ   | Lên hay xuống hạng                                |
| -- | ----------------- | -- | -- | -- | -- | -- | --- | ---- | --- | ------------------------------------------------- |
| 1  | Buckley Town (C)  | 34 | 23 | 8  | 3  | 77 | 36  | +41  | 77  |                                                   |
| 2  | Glantraeth        | 34 | 21 | 7  | 6  | 84 | 33  | +51  | 70  |                                                   |
| 3  | Llangefni Town    | 34 | 21 | 5  | 8  | 69 | 33  | +36  | 68  |                                                   |
| 4  | Bala Town         | 34 | 18 | 6  | 10 | 60 | 41  | +19  | 60  |                                                   |
| 5  | Lex XI            | 34 | 16 | 8  | 10 | 86 | 60  | +26  | 56  |                                                   |
| 6  | Llandyrnog United | 34 | 16 | 4  | 14 | 71 | 58  | +13  | 52  |                                                   |
| 7  | Guilsfield        | 34 | 14 | 8  | 12 | 78 | 66  | +12  | 50  |                                                   |
| 8  | Gresford Athletic | 34 | 15 | 5  | 14 | 70 | 62  | +8   | 50  |                                                   |
| 9  | Holywell Town     | 34 | 13 | 7  | 14 | 77 | 64  | +13  | 46  |                                                   |
| 10 | Llandudno         | 34 | 12 | 10 | 12 | 66 | 61  | +5   | 46  |                                                   |
| 11 | Halkyn United     | 34 | 13 | 6  | 15 | 71 | 74  | −3   | 45  |                                                   |
| 12 | Holyhead Hotspur  | 34 | 12 | 6  | 16 | 46 | 63  | −17  | 42  |                                                   |
| 13 | Llanfairpwll      | 34 | 11 | 9  | 14 | 55 | 73  | −18  | 42  |                                                   |
| 14 | Ruthin Town       | 34 | 11 | 7  | 16 | 57 | 70  | −13  | 40  |                                                   |
| 15 | Penrhyncoch       | 34 | 9  | 12 | 13 | 62 | 71  | −9   | 39  |                                                   |
| 16 | Flint Town United | 34 | 9  | 11 | 14 | 50 | 57  | −7   | 38  |                                                   |
| 17 | Mold Alexandra    | 34 | 7  | 7  | 20 | 51 | 78  | −27  | 28  | Xuống chơi tạiWNL Premier Division Welsh Alliance |
| 18 | Cemaes Bay        | 34 | 1  | 2  | 31 | 31 | 161 | −130 | 03* | Xuống chơi tạiWNL Premier Division Welsh Alliance |

Nguồn: Cymru Alliance
Quy tắc xếp hạng: 1. Điểm; 2. Hiệu số bàn thắng; 3. Số bàn thắng.
*Cemaes Bay bị trừ 2 điểm
(VĐ) = Vô địch; (XH) = Xuống hạng; (LH) = Lên hạng; (O) = Thắng trận Play-off; (A) = Lọt vào vòng sau. 
Chỉ được áp dụng khi mùa giải chưa kết thúc: 
(Q) = Lọt vào vòng đấu cụ thể của giải đấu đã nêu; (TQ) = Giành vé dự giải đấu, nhưng chưa tới vòng đấu đã nêu.